# Saint-Marcelin-de-Cray
Saint-Marcelin-de-Cray är en kommun i departementet Saône-et-Loire i regionen Bourgogne-Franche-Comté i östra Frankrike. Kommunen ligger i kantonen La Guiche som tillhör arrondissementet Charolles. År 2022 hade Saint-Marcelin-de-Cray 196 invånare.

## Befolkningsutveckling
Antalet invånare i kommunen Saint-Marcelin-de-Cray
| Referens: INSEE |